# Jan Vilím
Jan Vilím (11. května 1856 Horní Studenec – 31. července 1923 Praha-Podolí) byl český fotograf a grafik. Začal s xylografií, pak pokračoval se zinkografií a heliogravurou (hlubotiskem). Spolu s Janem Ottou a Josefem Richardem Vilímkem založil společnost Unie, která se specializovala na litografie a po roce 1918 pod jeho vedením vytiskla první československé bankovky, kolky a poštovní známky. Jeho signatury (Vilím nebo Unie-Vilím) lze nalézt na mnoha ilustracích otištěných v časopisech na konci 19. století.

## Život

### Dřevorytcem
Byl synem učitele. Jako patnáctiletý mladík vstoupil 5. září 1871 do učení k pražskému dřevorytci Fr. Zibikrovi, zaměřenému zejména na výrobu ilustrací pro školní učebnice. Práce to byla zdlouhavá a náročná. Obrázek bylo nejprve nutné překreslit na dřevo (na to se specializoval František Bíza) a pak pečlivě vyrýt. Složité ilustrace, například mapy, zabíraly oběma umělcům mnoho času. V pozdější době se postup trochu urychlil fotografováním na dřevo (odpadla tak nutnost zaměstnat kresliče), ale rytí jako předpoklad tisku zůstalo.
V roce 1875 ukončil profesní přípravu a stal se řádným zaměstnancem. Po smrti majitele v roce 1879 tento závod asi dva roky řídil pro jeho vdovu. Aby se v řemesle zdokonalil, odebral se roku 1880 do Mnichova a o rok později do Berlína, kde pracoval ve slavném vydavatelství Bong. Německý trh ilustrovaných časopisů byl silně konkurenční, oba hlavní časopisy Frauen Zeitung a Illustrierte Zeitung uveřejňovaly množství kvalitních dřevorytů a této technice zůstávaly věrné, i když se začaly objevovat levnější alternativy.
Koncem roku 1885 se vrátil do Prahy, kde otevřel xylografický závod — nejprve společně s Janem Šimáně, zhruba po roce se osamostatnil. K jeho posledním vlastním dřevorytům patří ilustrace pro Ottův encyklopedický průvodce Čechy (část Polabí) a pro časopis Švanda Dudák. Jeho práce nebyly originální, ale spíše jemné a pečlivé.

### Zavádění nových technik
Situace na českém trhu xylografii příliš nepřála — dřevoryty byly drahé a pracné a většina časopisů, s malým nákladem, si je nemohla ve větší míře dovolit. Zinkografie nabízela levnější a rychlejší alternativu. Vilím proto rozšířil své podnikání i o tento obor a brzy si získal věhlas. Za své práce získal roku 1891 na jubilejní výstavě stříbrnou medaili města Prahy.
Nejlepší kvality tiskových reprodukcí v té době dosahovali v USA. Vilím se proto roku 1893 zúčastnil světové výstavy v Chicagu (World's Columbian Exposition), aby se seznámil s nejnovějšími postupy. Na jejich základě pak otevřel novou moderní dílnu v Praze na Slovanech. Aby uspokojil rostoucí objem zakázek, přesunul 24. června 1899 produkci do nově vybudované moderní továrny ve vlastní budově na Děkance pod Vyšehradem. Ta byla vybavena na provádění veškerých grafických prací — zinkografie, světlotisku, heliogravury, rytin a leptů. Slavnostního otevření se účastnila řada osobností kulturního života, například malíř Mikoláš Aleš, profesor techniky Jiří Pacold, nakladatelé Jan Otto a Josef Richard Vilímek ml., redaktor Karel Tůma a další. Vilím při této příležitosti připomenul, že heliogravuru, v té době nejdokonalejší techniku, vynalezl Čech (Karel Klíč), ale v Čechách ji dosud nikdo nevyužíval. Vyjádřil naději, že nový závod prospěje k prosperitě i cti celého národa.

### Unie
Ještě v roce 1899 došlo ke spojení tiskáren J. Otty a J. R. Vilímka do podniku Unie. Později se k nim přidal i majitel závodu Fr. Šimáčka. Společně pak nabídli spojení závodu i Janu Vilímovi, který souhlasil. Podnik byl roku 1900 převeden na akciovou společnost (Česká grafická Unie, a.s.) Vilím byl po celou dobu členem jeho vedení - nejprve náměstkem předsedy, posledních dvanáct let života předsedou. Svou houževnatostí, vytrvalostí a podnikavostí měl zásadní podíl na jejím obchodním úspěchu. Neustále zdokonaloval techniku, aby držela krok se světovým vývojem. Pod jeho vedením firma úspěšně konkurovala na domácím evropském trhu až do 1. světové války. Roku 1901 získal titul císařského rady.
K novému rozmachu došlo po vzniku Československa. Česká grafická Unie pod Vilímovým vedením se stala jedním ze zakladatelů státu tím, že jí byl svěřen tisk prvních bankovek, kolků a poštovních známek. V roce 1920 uspořádala úspěšnou výstavu na počest 20 let svého trvání. 11. května 1922 se závodu dostalo nejvyšší pocty — navštívil jej prezident Tomáš Garrigue Masaryk. Podle vlastních slov přišel pěšky, cesta z Hradu mu trvala 35 minut. Předseda představenstva Jan Vilím ve slavnostním projevu připomněl náročná válečná léta, která podnik téměř zahubila, i poválečný rozmach, kdy Unie opět pokrývala všechny obory grafického umění. Zmínil Masarykovo heslo „Svorná jednota — práce pospolitá“, které podnik uvádí v život dobrou motivací všech zaměstnanců na společném úspěchu. V podobném smyslu hovořil i předseda dělnického závodního výboru. V Unii se prezident zdržel asi hodinu a půl. Prohlédl si dílny na výrobu poštovních známek, kolků a bankovek, fotografický ateliér i další provozy. Pochvalně se vyjádřil o úrovni výrobků, výkonnosti podniku a jeho zásluhách. Při odchodu dostal od Vilíma jako dárek výtisk Babičky s ilustracemi Adolfa Kašpara a 700 zaměstnanců mu provolalo třikrát „Sláva!“
Unie vděčila Vilímovi za úspěch v oblasti průmyslové, hospodářské i umělecké.

## Dílo
Vedle grafických prací a podnikatelské činnosti byl autorem odborných publikací:
- Fotochgemigrafie (po r. 1896)
- Fotomechanické způsoby reprodukční (1906)

## Galerie

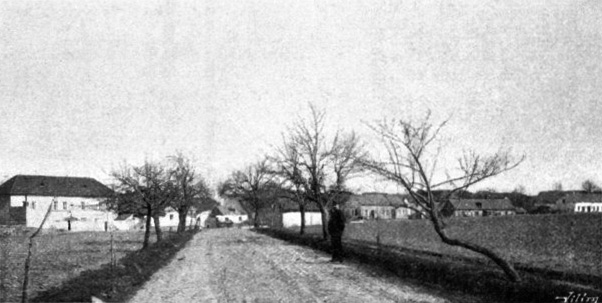
Jan Vilím: Pohled na Chodov, mezi 1874 a 1898
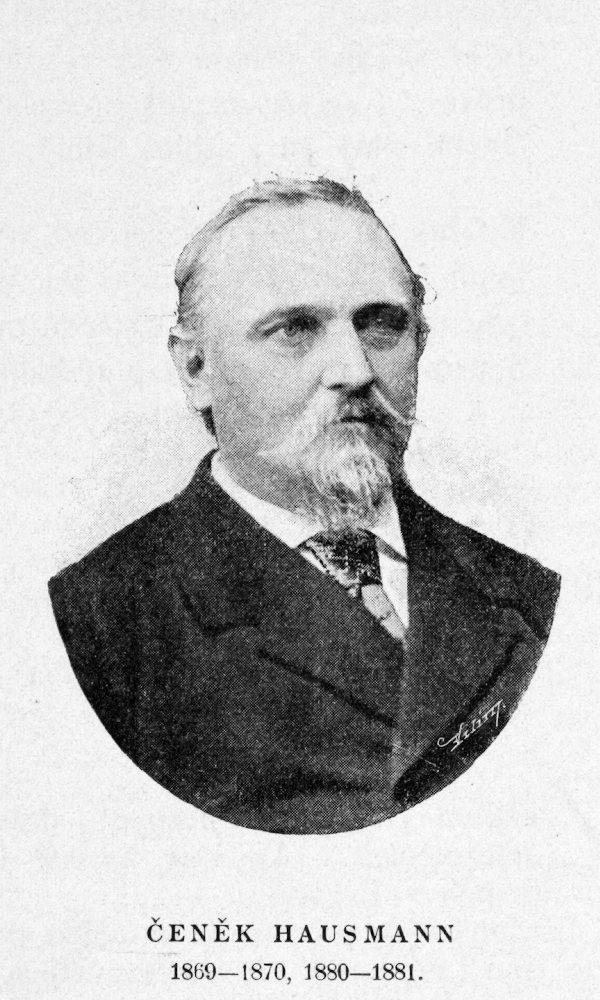
Čeněk Hausmann, kreslený portrét podle fotografie
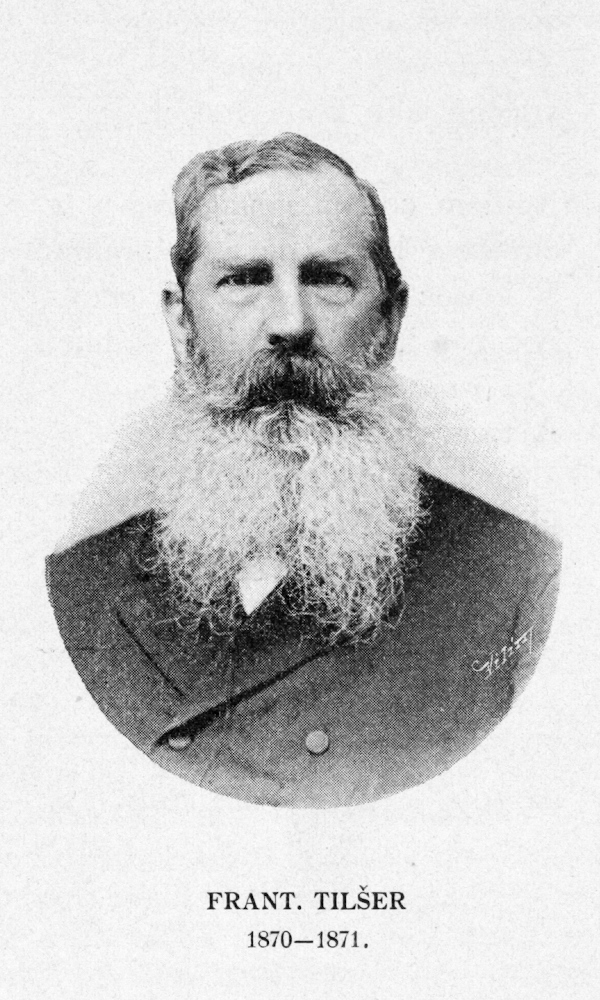
František Tilšer, kreslený portrét podle fotografie
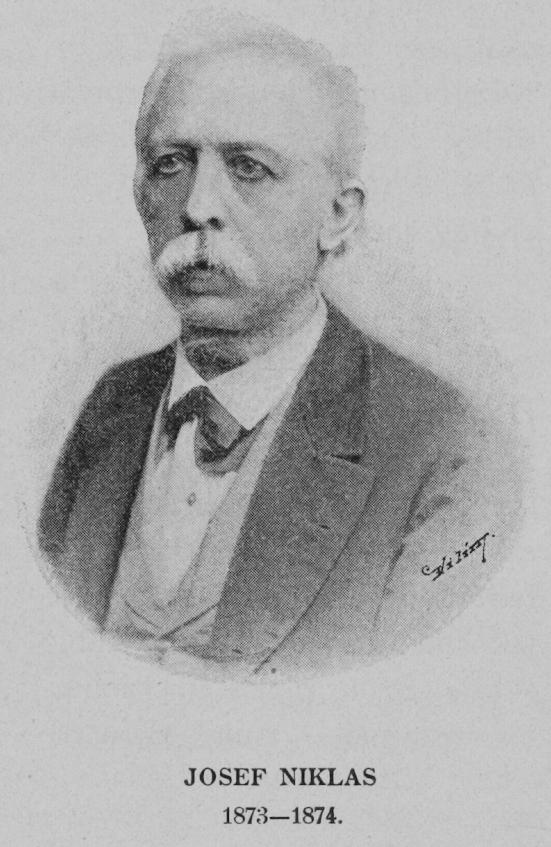
Josef Niklas, kreslený portrét podle fotografie, 1895